# Онищенко Сергій Петрович
Сергій Петрович Онищенко (1974—2022) — молодший сержант збройних сил України, учасник російсько-української війни.

## Життєпис
Народився 23 січня 1974 року у селі Зазірки, навчався у місцевій школі. Проживав у селі Литвиновичі.
З 15 лютого 2021 року почав військову службу за контрактом у 30-й механізованій бригаді.
Загинув 7 жовтня 2022 року.

## Нагороди
- Орден «За мужність» III ступеня[1].